# Notre-Dame-du-Pré
Notre-Dame-du-Pré is een gemeente in het Franse departement Savoie. De gemeente maakt deel uit van het arrondissement Albertville en telt 250 inwoners (2020). Het dorpje is in de winter uitgerust met 3 skiliften en 6 skipistes. Daarmee is Notre-Dame-du-Pré een van de kleinste skigebieden in de Tarentaise.

## Geografie
De oppervlakte van Notre-Dame-du-Pré bedraagt 18,0 km², de bevolkingsdichtheid is 15,1 inwoners per km².
De onderstaande kaart toont de ligging van Notre-Dame-du-Pré met de belangrijkste infrastructuur en aangrenzende gemeenten.

## Demografie
Onderstaande figuur toont het verloop van het inwonertal (bron: INSEE-tellingen).